# Menandar Protektor
Menandar Protektor (grč.: Μένανδρος Προτήκτωρ) je bizantski povjesničar iz 6. stoljeća.
Rođen je sredinom 6. stoljeća u Carigradu. Studirao je pravo, ali se nije bavio tom profesijom. Kada je za bizantskog cara izabran Mauricije (582. – 602.), postao je pripadnikom careve osobne straže - odakle mu nadimak "Protektor".
Po uzoru na ranijeg britanskog historičara Agatiju, koji je zabilježio bizantsku povijest od 552.-559. godine u nastavku na "Historiju Justinijanovih ratova" u kojoj je Prokopije iz Cezareje obuhvatio razdoblje do 552. godine, Menander piše bizantske kronike za razdoblje od 559. godine pa do 582. godine.
Menandarovi radovi nisu sačuvani u cjelovitoj formi, ali su očuvani veći fragmenti, koji sadrže važne podatke o povijesti, tako o dolasku Avara i Slavena na područja Rimskog Carstva, te padu Sirmija. Podatke iz njegovih spisa su preuzimali kasniji bizantski pisci.